# Bituminaria morisiana
Bituminaria morisiana là một loài thân thảo Địa Trung Hải trong chi Bituminaria.
Các pterocarpan bitucarpin A và B có thể chiết xuất ra từ phần trên của B. morisiana, erybraedin C từ lá và morisianine từ hạt.